# Jasenkovo
Jasenkovo (bulgariska: Ясенково) är ett distrikt i Bulgarien.   Det ligger i kommunen Obsjtina Venets och regionen Sjumen, i den nordöstra delen av landet, 300 km öster om huvudstaden Sofia.
Trakten runt Jasenkovo består till största delen av jordbruksmark. Runt Jasenkovo är det ganska glesbefolkat, med 35 invånare per kvadratkilometer.